# Rae (Vändra)
Rae – wieś w Estonii, w prowincji Parnawa, w gminie Vändra.